# Irán en los Juegos Olímpicos de Montreal 1976
Irán estuvo representado en los Juegos Olímpicos de Montreal 1976 por un total de 84 deportistas, 80 hombres y 4 mujeres, que compitieron en 9 deportes.
El portador de la bandera en la ceremonia de apertura fue el luchador Moslem Eskandar-Filabi.

## Medallistas
El equipo olímpico iraní obtuvo las siguientes medallas:
| Nombre          | Deporte      | Competición |
| --------------- | ------------ | ----------- |
| Oro             |              |             |
| —               |              |             |
| Plata           |              |             |
| Mansur Barzegar | Lucha libre  | 74 kg M     |
| Bronce          |              |             |
| Mohamad Nasiri  | Halterofilia | 52 kg M     |